# جواد العريض
جواد سالم العريض (مواليد 1940) قانوني بحريني ، شغل منصب نائب رئيس مجلس الوزراء خلال الفترة 11 ديسمبر 2006 حتى 13 يونيو 2022. 

## السيرة الذاتية
ولد جواد العريض في عام 1940. حصل على شهادة البكالوريوس في الأدب الإنجليزي من جامعة القاهرة. بالإضافة إلى ذلك فقد حصل على شهادة في القانون من جامعة ليدز

### (المناصب التي شغلها)
- شغل منصب المدعي العام من 1969 إلى 19 يناير 1970
- عُين في 19 يناير 1970 رئيساً لدائرة العمل والشؤون الإجتماعية والتي أصبحت لاحقاً وزارة العمل والشؤون الإجتماعية في 15 أغسطس 1971
- شغل منصب وزير العمل والشؤون الاجتماعية في 15 أغسطس 1971 وشغل المنصب حتى 15 ديسمبر 1973
- في 15 ديسمبر 1973 صدر مرسوماً بتشكيل الحكومة حيث عُين وزيراً للدولة لشؤون مجلس الوزراء وشغل المنصب حتى 14 فبراير 1982.
- في 14 فبراير 1982 صدر مرسوماً بتعينات وزارية حيث عُين وزيراً للصحة وشغل المنصب حتى 26 يونيو 1995. [2]
- في 26 يونيو 1995صدر مرسوماً بتشكيل الحكومة حيث عُين وزيراً للدولة في وشغل المنصب حتى 17 أبريل 2001.
- في 17 أبريل 2001 صدر مرسوماً بتعديل وزاري حيث عُين وزيراً للدولة لشؤون للبلديات وشؤون البيئة وشغل المنصب حتى 11 نوفمبر 2002.
- في 11 نوفمبر 2002 صدر مرسوماً بتشكيل الحكومة حيث عُين وزيراً للعدل وشغل المنصب حتى 14 يناير 2005.
- في 14 يناير 2005 صدر مرسوماً بتعينه مستشاراً لرئيس مجلس الوزراء للشؤون القانونية وشغل المنصب حتى 11 ديسمبر 2006. [3]
- عُين نائباً لرئيس مجلس الوزراء في 11 ديسمبر 2006 وشغل المنصب حتى 13 يونيو 2022.